# 하인츠크리스티안 슈트라헤
하인츠크리스티안 슈트라헤(독일어: Heinz-Christian Strache, 1969년 6월 12일~)는 오스트리아의 정치인이다. 약칭은 HC 슈트라헤이다. 2005년부터 극우 성향의 오스트리아 자유당 대표를 맡아 침체에 빠진 당 재건에 성공했다. 2017년 총선 후 제바스티안 쿠르츠가 이끄는 오스트리아 국민당이 자유당과 연정을 맺음에 따라 부총리에 올랐다. 그러나 2019년 터진 이비사 추문으로 부총리 자리에서 물러났다. 이후 자유당을 탈당하고 팀 HC 슈트라헤를 결성해 빈 시의회 선거에 출마했지만 4%에도 미치지 못하는 득표를 하면서 원내 진출에 실패했다.